# Jean Ningres
Jean Ningres (né Germain Marie Joseph Jean Ningres le 31 décembre 1878 à Toulouse, où il est mort le 30 mai 1964) est un peintre toulousain. Il est l’auteur d’une œuvre considérable constituée de fresques ou tableaux dont les sujets sont aussi bien profanes que sacrés.

## Biographie
Il est le fils de François Ningres, négociant et juge au Tribunal de commerce de Toulouse, et de Germaine Marie Joséphine Ningres.
Engagé volontaire pour 3 ans, il fit son service militaire à compter du 10 novembre 1898. Il fut libéré le 1er novembre 1902. Rappelé sous les drapeaux le 3 août 1914 (décret de mobilisation générale du 1er août 1914), il partit aux armées du 1er novembre 1915 au 16 février 1919. Nommé caporal le 21 mars 1917 puis sergent le 4 janvier 1918. Libéré du service militaire le 10 novembre 1926. 

## Œuvres sacrées
Pour la partie art sacré de son œuvre, plusieurs églises réparties sur tout le territoire lui ont confié leur ornementation. Il a notamment réalisé les peintures murales de l'église Notre-Dame de Quézac (collégiale de Quézac), reconstruite en 1830. L'église est entièrement décorée d'œuvres en hommage à la Vierge et à l'historique de ce culte. C'est ainsi qu'apparaissent les sibylles de l'Ancien Testament. Ces peintures représentant entre autres Rebecca et Deborah, ont été réalisées entre 1925 et 1927. Les esquisses pour ces deux personnages bibliques peuvent être vues sur le site ArtByzance. Il est à noter qu’il avait déjà peint ces deux figures de l’Ancien Testament en 1922, pour l'église de Boulogne-sur-Gesse. Cette dernière œuvre intitulée Déborah et Rebecca peut être vue sur le site précité. Sont également représentés les lieux de culte régionaux dédiés à la Vierge. Les modèles pour Quezac ont été choisis dans l'entourage du peintre : jeunes filles du village dans le porche d'entrée, épouse et fils ainé dans la Présentation de l'enfant au temple, fille dans le Baptême de la Vierge, parents, amis et autoportrait pour les saints fondateurs d'abbaye en haut de la nef.
À la même époque, en 1927, il peint à la fresque (ou en marouflage) la voute du chœur de l’église Notre-Dame de Decazeville, peinture monumentale semi-circulaire, et l'église Saint-Antoine de Cognac lui confie la réalisation de la fresque au-dessus du maître-autel. Il s’agit d’une peinture murale représentant la Vierge à l'Enfant avec saint Antoine de Padoue. 
En 1935, il peint un saint Georges terrassant le dragon pour l'église Saint-Paul d'Auterive. La base Mérimée du Ministère de la culture mentionne le décor d’une chapelle dans l’église Saint-François, ancienne église du couvent des Cordeliers, à Lavaur. Un tableau du peintre représentant L'Assomption orne aussi l’église de la Nativité-de-la-Vierge d’Artigat.
Cependant, la figure sainte la plus présente dans l’œuvre de Jean Ningres est sainte Germaine de Pibrac (1579-1601). Sainte Germaine est un sujet récurrent dans l’œuvre du peintre, sous diverses formes. Un tableau représentant La mort de Sainte Germaine datant de 1903 se trouve dans la basilique Sainte-Germaine de Pibrac. C’est aussi à elle que le plus grand ensemble de fresques du peintre est consacré. En effet, en 1890 une nouvelle église est édifiée à Toulouse dans le quartier Saint-Agne. Cette dernière est dédiée à sainte Germaine. L’exécution du décor est confiée au peintre. Le chœur est orné de quatre peintures monumentales représentant la vie de sainte Germaine : Miracle des roses, Passage du ruisseau à pied sec, Instruction des enfants, Mort de Sainte Germaine, réalisées en 1933 et 1936. Les deux chapelles de part et d’autre du chœur sont également dues au peintre, celle de gauche figure l’Apparition de Notre-Dame de Lourdes et celle de droite une scène originale de l’enfance de Jésus : l’Atelier de saint Joseph.
Cette sainte locale a particulièrement inspiré le peintre puisqu’il orna encore de sa figure l'oratoire de Frouzins. Lui fut également confiée la décoration de l'oratoire situé Allée de Naurouze à Colomiers. Cette fresque était dédiée à Notre-Dame des Sept-Douleurs. Il assura la restauration de cette œuvre en 1919. Mise à l'épreuve des intempéries, cette œuvre a disparu. Depuis 1992, on peut voir dans cet oratoire la photographie d'une Vierge à l'enfant, tableau de Jean Ningres qui décore la chapelle latérale de l'église Sainte-Radegonde de Colomiers.
Parmi les supports religieux, on lui doit encore le décor d’une chapelle privée. Il a aussi orné la chapelle des Franciscains à Toulouse. Les peintures murales, en toile marouflée, représentaient entre autres, le Père Marie Antoine, franciscain célèbre à Toulouse, depuis en voie de béatification. Lors de la démolition de la chapelle, certaines toiles ont pu être difficilement récupérées par la famille. Toutefois, le peintre ne s’est pas limité à des créations originales, il a également contribué en 1952 à la restauration de l’ex-voto des consuls du Puy, datant de 1667 et exécuté par Jacques Servant, Le Puy-en-Velay. Cette restauration figure sur la base Joconde du ministère de la culture.
Il a également peint des sujets sacrés sur toile : Sainte Pélagie, huile sur toile, de 1911. Le Dictionnaire des indépendants quant à lui, mentionne une Sainte Véronique et une étude pour l’église de Viella.
En 1935, il a réalisé deux peintures monumentales dans l'église de la Nativité-de-la-Vierge de Saverdun : Vision de Jacques Fournier à l'abbaye de Boulbonne et Délivrance des réformes à l'Ordre de Cîteaux par le pape Benoît XII, tous deux inscrits au titre objet des Monuments historiques le 9 novembre 1999.
- Cycle de sainte Germaine, église Sainte-Germaine de Toulouse

"Cycle
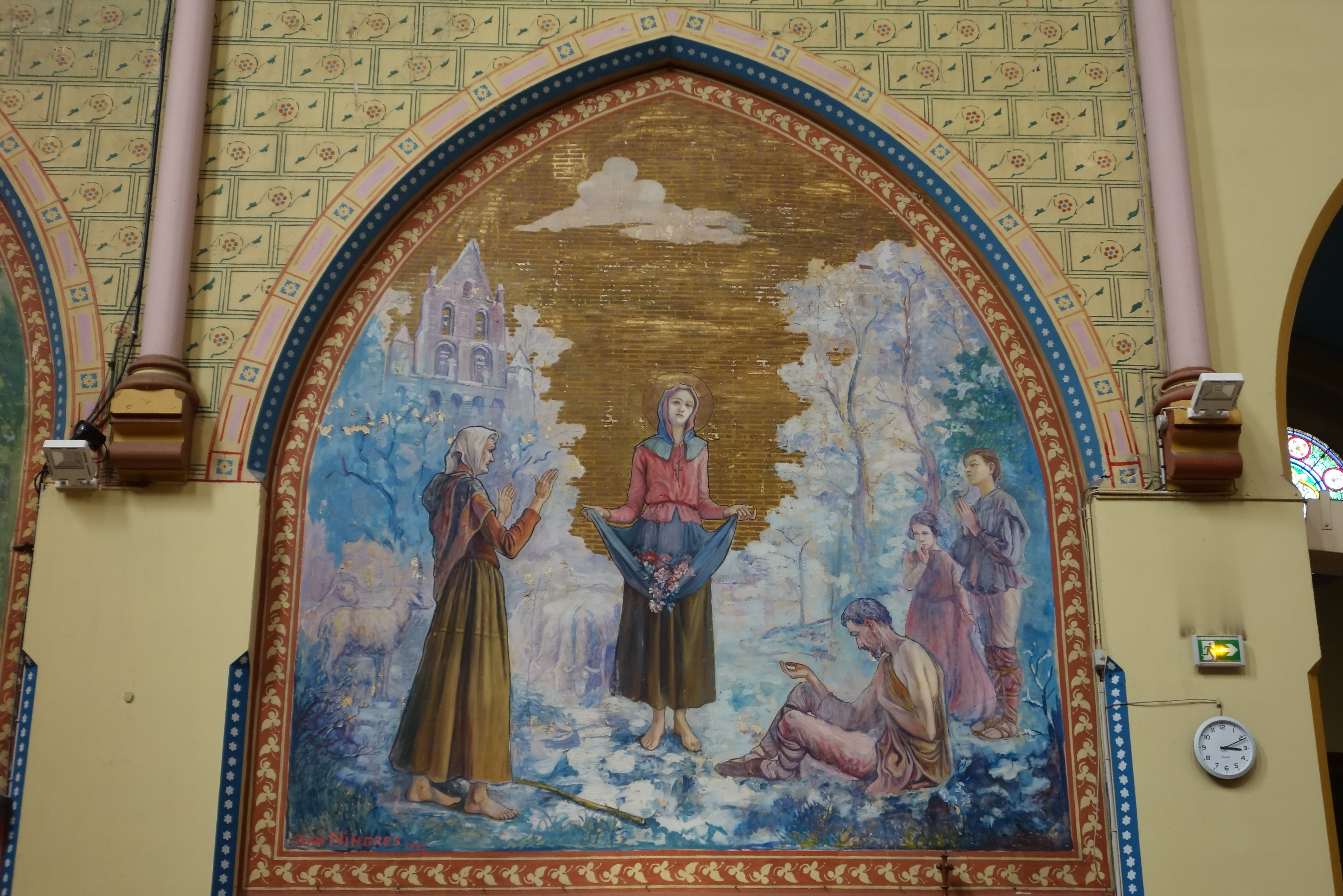
Miracle des roses
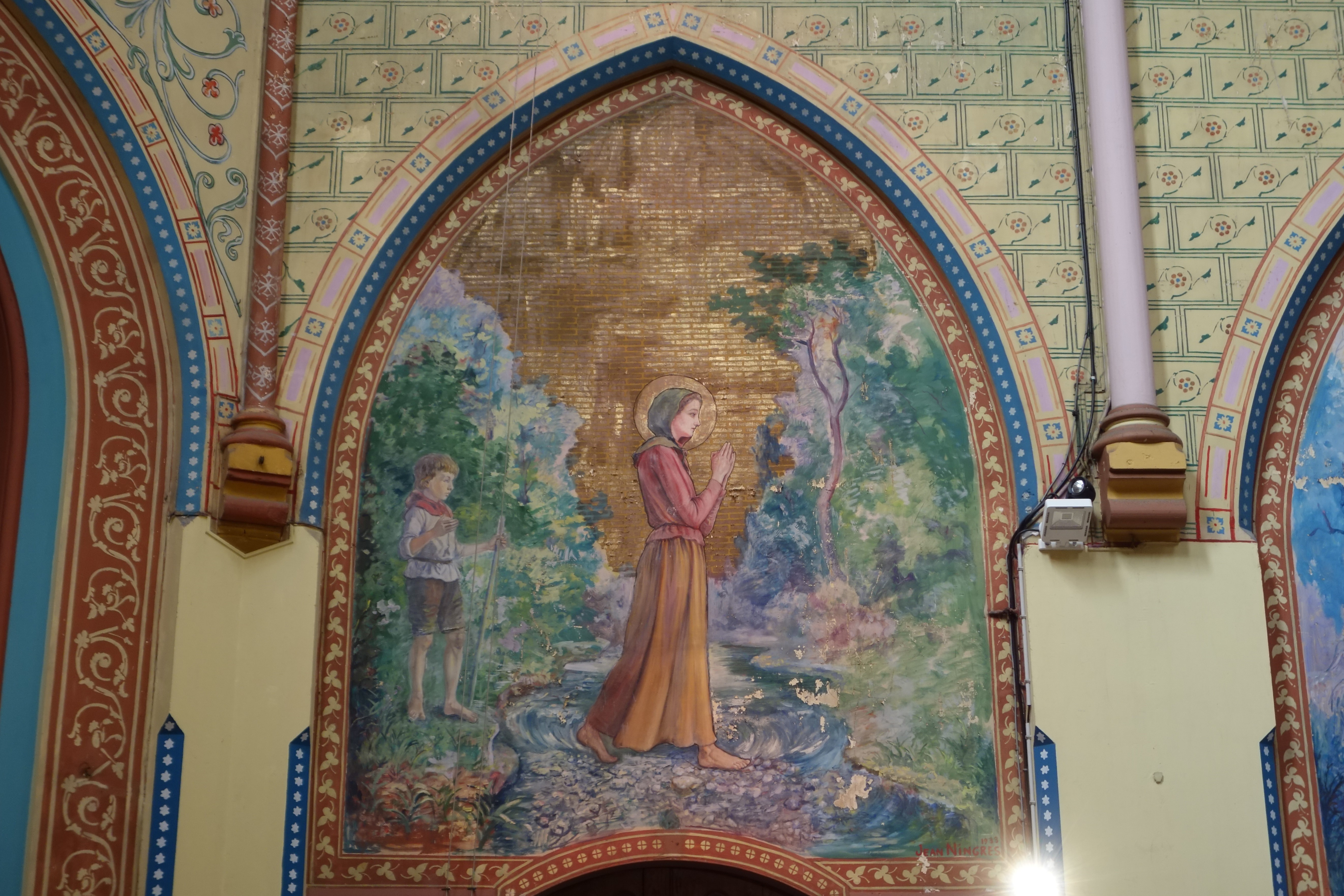
Passage du ruisseau à pied sec
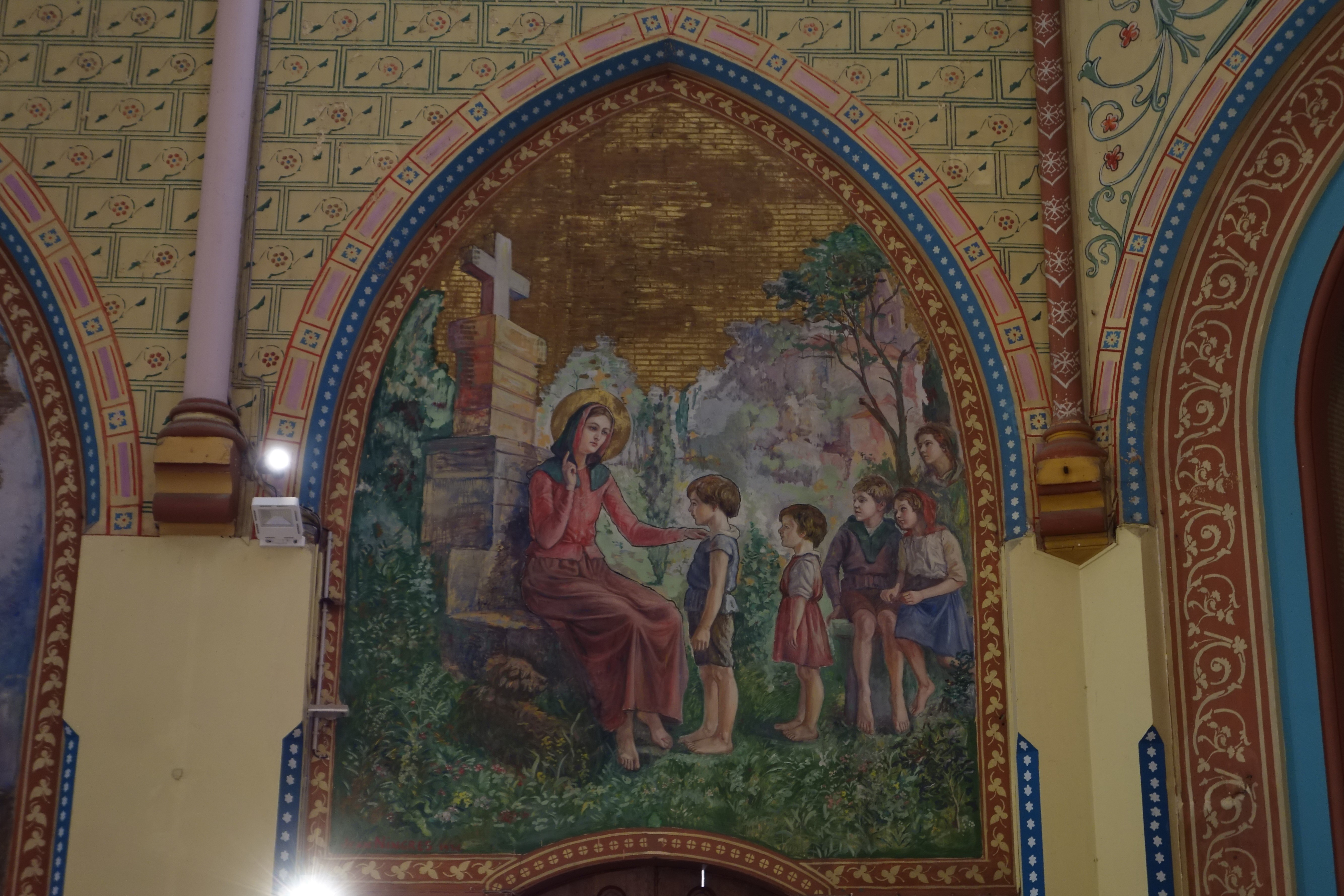
Instruction des enfants
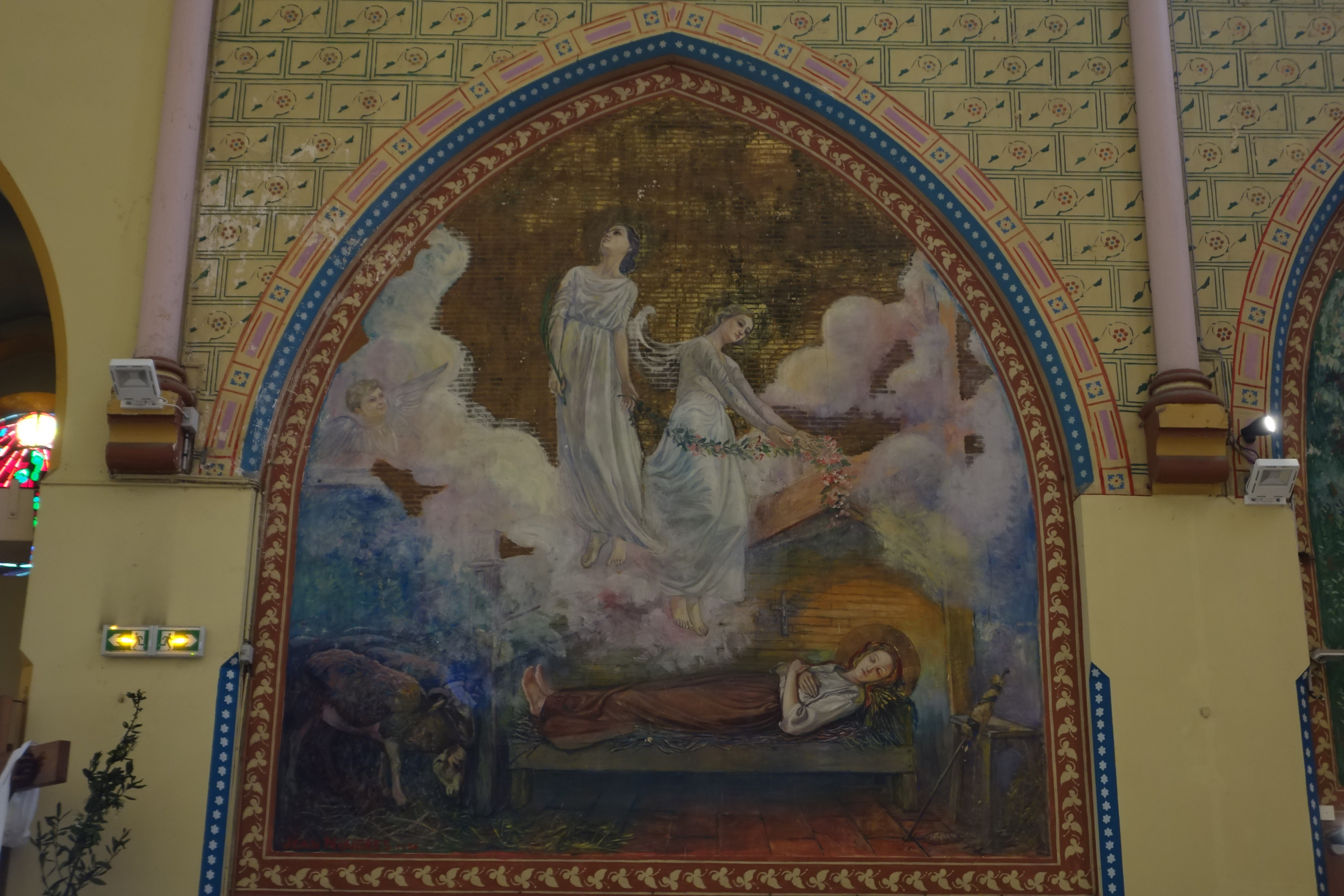
Mort de Sainte Germaine

## Œuvres profanes
L’autre partie importante de l’œuvre du peintre se consacre à des sujets profanes. Le Dictionnaire des indépendants précité, mentionne plusieurs œuvres d’inspiration mythologique ou autre : L’humanité délivrée par l’Amour, Nymphe pleurant, La Tentation de Parsifal, Baigneuse, La perle d’Antioche. 
Sur ces mêmes thématiques, enrichies de paysages, on connait aussi les toiles suivantes : 
- Maire de L'Isle-Jourdain, 1902, 98×62, huile sur toile
- Dante et Béatrice enfants, 1925
- Le forum romain, 1920, huile sur toile
- Villenauxe, huile sur carton enduit
- Mailly, 1914-1915
- Marine, vers 1910
- Jeunes filles au sous-bois vers, 1930

Ses talents de portraitiste, dont l'essentiel reste dans des collections privées, l'ont amené à faire le portrait du cardinal Rampolla, non terminé du fait du décès de ce papable et de Monseigneur Lorenzolli pour la nonciature à Rome. 
Jean Ningres a également peint des sujets relatifs à la Première Guerre mondiale, dont un pastel intitulé Clermont en Argonne (1916) a traversé l’Atlantique et se trouve au Spencer Museum of Art du Kansas (États-Unis). Ce pastel a été offert au musée par le professeur Eric Gustav Carlson.

## Postérité
Ce peintre qui figure dans la liste des artistes et personnalités du musée des Augustins, bien qu’il n’y soit pas représenté, mais où il travailla en qualité de restaurateur des musées de France, demeure mal connu. Pourtant, ses œuvres sont nombreuses et reconnues. Par exemple, lors de la XVe Exposition de la Société des artistes méridionaux qui a eu lieu en 1924 (Peinture, gravure, dessin, sculpture, art décoratif) il exposa vraisemblablement trois toiles : Tête de Saint Jean-Baptiste, Florence et Le page.
Il n’est guère possible d’établir une liste exhaustive de ses œuvres car certaines sont dans des collections privées et donc ne sont pas référencées. Pourtant, les qualités de dessinateur et de coloriste de Jean Ningres sont reconnues, de même que les caractères créatifs et innovants de sa peinture.